# Henri Paul
Henri Paul (* 3. Juli 1956 in Lorient; † 31. August 1997 in Paris) war der Fahrer des Mercedes-Benz S280, mit dem am 31. August 1997 Diana, Princess of Wales, ihr Lebenspartner Dodi Al-Fayed und er selbst tödlich verunglückten. Als kommissarischer Sicherheitschef des Hôtel Ritz war Paul an diesem Abend bereits außer Dienst, wurde jedoch zurückgerufen und kam schließlich in die Situation, Diana und Dodi Al-Fayed zu chauffieren. Der Wagen verunfallte mit überhöhter Geschwindigkeit im Tunnel Pont de l’Alma, nur der Leibwächter Al-Fayeds, Trevor Rees-Jones, überlebte.
Infolge des Unfalls entstanden Verschwörungstheorien. Die offiziellen französischen und britischen Untersuchungen sahen die Hauptverantwortung bei Paul, der unter Alkoholeinfluss gestanden hatte, die Fahrtüchtigkeit möglicherweise zusätzlich beeinflussende Medikamente einnahm, und in weiterer Folge rücksichtslos fuhr.

## Persönlicher Hintergrund
Henri Paul war einer von fünf Söhnen von Jean Paul und Gisèle Paul. Er erlangte das Baccalauréat. Seine Privatflieger-Lizenz erhielt er 1976. Die Fliegerei war ein leidenschaftliches Hobby von ihm. 1979 hatte er den einjährigen Militärdienst abgeleistet. In Paris war Paul zwischen 1983 und 1986 als Angestellter beschäftigt und verkaufte Segelboote. Er besaß ein Yamaha-Vmax-Motorrad, das er in seiner Freizeit für Fahrten in der heimatlichen Bretagne benutzte. Privat fuhr er einen Kleinwagen (Mini).
Das medizinische Tauglichkeitszeugnis
Drei Tage vor dem Autounfall bestand Paul die jährlich vorgeschriebene physische Pilotenuntersuchung, die üblicherweise Tests für jedwede Alkoholprobleme (einschließlich Blut- und Lebertest) beinhaltet. Seine Eltern behaupteten, dass diese Tests aufgezeigt hätten, wenn er ernsthafte Alkoholprobleme gehabt hätte. Das originale Certificat d’aptitude physique et mentale wurde 1998 in der ZDF-Sendung Diana – Geheimnisse der Todesnacht gezeigt.
Im Rahmen der Operation Paget eruierte man die 1997 europaweit gültigen Standards für medizinische Tauglichkeitszeugnisse. Dabei stellte sich heraus, dass bei Privatpiloten kein medizinischer Test für Alkoholismus, sondern lediglich eine Eigenerklärung über etwaige Alkoholprobleme erforderlich gewesen war. Paul hatte diese verneint; der Fliegerärztin, welche ihn untersucht hatte, waren ebenfalls keine aufgefallen. Jedoch hatte er in seinem Tauglichkeitszeugnis die Auflage erhalten, wegen seiner Fehlsichtigkeit stets eine Brille zu tragen.

## Beruflicher Hintergrund
Er wurde 1986 beim hauseigenen Sicherheitsdienst des Hôtel Ritz eingestellt. Ein bei der lokalen Polizei arbeitender Freund hatte ihn einst empfohlen. Paul schaffte den Aufstieg zum stellvertretenden Sicherheitschef und befasste sich mit der Abwicklung der Prozeduren der Sicherheitsabteilung. Nachdem der Sicherheitschef Jean Henri Hocquet im Juni 1997 ausgeschieden war, räumte dessen Nachfolger schon kurz danach ebenfalls den Posten. Paul hingegen kam nicht als Sicherheitschef in Frage – zwar sei er geeignet gewesen, habe die Position aber nie angestrebt –, weshalb er die Aufgaben der nunmehr vakanten Stelle lediglich interimistisch übernahm. Dies hatte einen zusätzlichen Arbeitsaufwand für ihn zur Folge, der zuweilen auch mit Stress verbunden war.
In der Vergangenheit nahm Paul an mindestens vier speziellen Fahrertrainings von Mercedes-Benz teil. Er hatte keine behördliche Genehmigung, eine spezielle Lizenz namens Grande Remise, die als Chauffeur einer gemieteten Limousine gesetzlich vorgeschrieben war. Das Chauffieren von Personen gehörte nicht zu seinen Dienstpflichten.

## Unfall
Paul versuchte, mit stark überhöhter Geschwindigkeit den Paparazzi zu entkommen, die den Wagen verfolgten, als der von ihm gefahrene schwarze Mercedes-Benz S280 frontal gegen den 13. Mittelpfeiler fuhr, der den Pont-de-l’Alma-Tunnel stützt. Pauls Blutalkoholkonzentration wurde in weiterer Folge zwischen 1,72 g/L und 1,75 g/L (⪆0,17 % mass/vol.) festgestellt – ein Wert, der mehr als das Dreifache des Grenzwertes für alkoholisiertes Fahren unter französischem Recht darstellt. Pauls Eltern bestritten die Authentizität und Genauigkeit der Testergebnisse, wie auch Dodis Vater, Mohamed Al-Fayed.

### Französische Ermittlungen
Pauls Freunde sagten gegenüber der französischen Polizei aus, dass er bei geselligen Anlässen auch nach ein paar Drinks mehr als üblich nicht wie ein Betrunkener wirkte. In ihrer Stellungnahme gegenüber der französischen Polizei erklärte die Ärztin Dominique Mélo, mit der ihn bereits seit seiner Schulzeit eine jahrzehntelange Freundschaft verband, dass Paul wie jeder andere trank, aber nicht im Übermaß. Er habe weder die klinischen Anzeichen noch das Verhalten eines chronischen Alkoholikers gezeigt.
Mélo sagte weiter aus, dass Paul in den zwei Jahren vor seinem Tod depressive Phasen hatte – aufgrund der Beendigung einer Langzeitbeziehung – und manchmal allein zuhaus trank.
Sie glaubte nicht, dass er alkoholabhängig war. Paul war diesbezüglich jedoch besonders besorgt: Ihn beunruhigte die Vorstellung, dass er eines Tages dem Alkohol gänzlich verfallen könnte. Ab Juni 1996 verschrieb sie ihm daher Noctamid, und um ihn zusätzlich zu stabilisieren ein Anti-Alkoholmedikament namens Aotal (Acamprosat), sowie Tiapridal. Im März 1997 verschrieb sie ihm auch Prozac, das Paul bislang über einen anderen Arzt bezogen hatte. Sie sagte außerdem, dass Paul manchmal seine Medikamente nicht einnahm, um bei sozialen Anlässen maßvolle Mengen an Alkohol trinken zu können.
Die analysierten Blutproben enthielten keinerlei Spuren von Aotal und Noctamid. Nachweisen konnte man das Antidepressivum Prozac und Spuren des Neuroleptikums Tiapridal. Seine Leber wurde in der Autopsie für augenscheinlich normal befunden. Ein verschreibungspflichtiges Mittel, genannt Zentel (Albendazol), das zur Behandlung von Wurminfektionen verwendet wird, fand sich in Haarproben von Paul. Woher er dieses Präparat hatte, ist unbekannt.

### Britische Ermittlungen
Die Operation Paget stellte die Authentizität der postmortalen Blutuntersuchungen durch DNA-Vergleiche der fraglichen Blutproben fest, bei denen ein DNA-Profil daraus mit jenem von Pauls Mutter verglichen wurde. Die Testergebnisse ergaben eine mütterliche Verwandtschaftsverbindung zwischen den Profilen mit einer Wahrscheinlichkeit von 99,9997 % und darüber. Der ungewöhnliche CO-Wert seiner Blutprobe wurde der Körperregion zugeschrieben, aus der sie entnommen worden war, als auch dem dicht bebauten städtischen Raum, in dem er lebte, und dem Rauchen kleiner Zigarillos in den Stunden vor seinem Tod.
Ein Experte erklärte, dass die 1997 zur Feststellung des CO-Wertes verwendeten Analysegeräte nicht für post-mortale Untersuchungen ausgelegt waren.
Es stellte sich heraus, dass John Stevens im November 2006 ein Treffen mit Pauls Eltern hatte und ihnen gesagt habe, ihr Sohn sei nicht betrunken gewesen, und man habe herausgefunden, dass er unstrittig zwei alkoholische Getränke zu sich genommen hatte. Fünf Wochen später konnte man im veröffentlichten Ermittlungsbericht lesen, dass Paul zweifach über dem erlaubten britischen Grenzwert (0,8 Promille) und dreifach über dem französischen Limit (0,5 Promille) war. Ein Experte schätzte, dass Paul das Äquivalent von 5–8 Gläschen Ricard vor der Fahrt getrunken hatte.
Bei der britischen Untersuchung im Februar 2008 verneinte Stevens eine absichtliche Irreführung von Pauls Eltern und erklärte den augenscheinlichen Widerspruch in seinen Stellungnahmen damit, dass Paul nicht der üblichen Definition eines Betrunkenen entsprach, die von beobachtbarem physischen Verhalten abhängt. Er stand dennoch klar unter dem Einfluss von Alkohol und war fahruntüchtig.
 Kontakt mit Paparazzi 
In zuvor unveröffentlichten Videoüberwachungs-Aufnahmen, die bei der britischen Untersuchung am 4. Oktober 2007 der Jury vorgeführt wurden, ist Henri Paul in der Unfallnacht zu sehen, wie er den Fotografen zuwinkt. Inspektor Carpenter sagte hierzu bestätigend aus, Paul habe wenige Minuten vor dem Aufbruch des Paares den Fotografen zugewinkt. Er sagte außerdem, dass ein Fotograf nahe der Stelle, an der das Paar später das Hotel verließ, Kontakt mit anderen Paparazzi hielt. Dies schürt angeblich Zweifel an dem lange gehegten Glauben, die Gruppe Paparazzi, die vor dem Hotel wartete, hätte von sich aus, ohne jegliche Hilfe aus dem Hotel, gehandelt.

## Verschwörungstheorien

### Involvierung mit nationalem Geheimdienst
In den Jahren nach seinem Tod gab es Behauptungen über Paul betreffend seiner angeblichen Verwicklungen mit dem französischen Geheimdienst oder jenen im Vereinigten Königreich. Auch diese Behauptungen wurden durch die Metropolitan Police im Rahmen der Operation Paget untersucht, die von John Stevens geführt wurde und fast 3 Jahre andauerte. Das Kapitel 4 des Ermittlungsberichts behandelt durchgängig die Vorwürfe gegenüber Henri Paul.
Die Schlussfolgerungen aus dem im Jahr 2006 veröffentlichten Bericht waren, dass sich Pauls Zusammenarbeit mit dem französischen Geheimdienst auf basale Kooperation mit der französischen DST beschränkte, wenn hochgestellte Gäste im Hôtel Ritz verweilten. Für diese Dienste erhielt er keine finanzielle Vergütung. Des Weiteren wurde festgehalten, dass eine solche Zusammenarbeit mit nationalen Geheimdiensten unter leitendem Sicherheitspersonal der Luxushotels größerer Weltstädte üblich sei.

### Persönliche Finanzsituation
Nach Pauls Tod fand man heraus, dass er im Besitz einer großen Summe Geld war. Er hatte ein stattliches Privatvermögen angehäuft, verstreut auf über 15 separate Bankkonten, das sein erwartbares Einkommen weit übertraf. Es wurde gemutmaßt, das Geld könnte aus einer unerlaubten Quelle stammen, möglicherweise von einem nationalen Geheimdienst.
Seinem besten Freund Claude Garrec zufolge waren die 12.565 Franc (umgerechnet etwa 1800 Euro) an Bargeld, die Paul in der Unfallnacht bei sich trug, dem Umstand geschuldet, dass es in seiner Berufstätigkeit erforderlich war, bei Bedarf Auslagen für reiche Hotelgäste zu machen. Eine große Menge an Bargeld werde stets für spontane Besorgungen griffbereit gebraucht, da reiche Leute dafür bekannt seien, oft kein Bargeld bei sich zu führen. Paul bekam auch großzügige Trinkgelder für die Erledigung solcher Aufträge. Seine Mutter erwähnte einen Anlass, bei dem Paul 5000 Franc als Trinkgeld von einer Angehörigen eines arabischen Prinzen für das Einkaufen einiger luxuriöser Bekleidungsstücke erhielt.
Operation Paget folgerte, es sei unwahrscheinlich, dass das Bargeld und das Guthaben bei seiner Bank von einem nationalen Geheimdienst stamme. Auch gab es keinerlei Beweise für irgendeine Verschleierung von Geldflüssen aus einer geheimen Quelle bei seinen Bankkonten. Pauls persönliches Vermögen wurde auf annähernd 1.700.000 Franc beziffert. Zudem besaß er noch eine Eigentumswohnung, die er weitervermietete. Außerdem war er ein 41-jähriger Junggeselle ohne Unterhaltsverpflichtungen, der praktisch sein ganzes Erwachsenenleben über gearbeitet hatte. Die größere Anzahl an Bankkonten, auf die er sein Geld verteilt hatte, war nicht ungewöhnlich in Frankreich, da Banken dort üblicherweise mehrere Konten für unterschiedliche Zwecke eröffnen, die alle demselben Kunden zugehörig sind.